# شون ميلر (لاعب كرة قدم أمريكية)
شون ميلر (بالإنجليزية: Shawn Miller) هو لاعب كرة قدم أمريكية أمريكي، ولد في 14 مارس 1961 في أوغدن في الولايات المتحدة.

## وصلات خارجية
- شون ميلر على موقع مرجع كرة القدم المحترفة.كوم (الإنجليزية)